# ストックホルム国際映画祭
ストックホルム国際映画祭（ストックホルムこくさいえいがさい、スウェーデン語: Stockholms filmfestival, 英語: Stockholm International Film Festival）はスウェーデンのストックホルムで開催される、国際映画製作者連盟 (FIAPF) 公認の国際映画祭である。1990年に開始、毎年11月に開催されている。最優秀作品賞はブロンズ・ホース賞 (Statyetten Bronshästen) と呼ばれている。

## グランプリ受賞作品
| 開催年 | 題名 原題                                                                   | 監督                         | 製作国                                     |
| ------ | --------------------------------------------------------------------------- | ---------------------------- | ------------------------------------------ |
| 1990   | The Natural History of Parking Lots                                         | エヴェレット・ルイス         | アメリカ合衆国                             |
| 1991   | ヨーロッパ Europe                                                           | ラース・フォン・トリアー     | デンマーク/ フランス/ ドイツ/ スウェーデン |
| 1992   | レザボア・ドッグス Reservoir Dogs                                           | クエンティン・タランティーノ | アメリカ合衆国                             |
| 1993   | Un, deux, trois, soleil                                                     | ベルトラン・ブリエ           | フランス                                   |
| 1994   | パルプ・フィクション Pulp Fiction                                           | クエンティン・タランティーノ | アメリカ合衆国                             |
| 1995   | ベンヤメンタ学院 Institute Benjamenta, or This Dream People Call Human Life | クエイ兄弟                   | イギリス/ ドイツ/ 日本                     |
| 1996   | ボスニア Lepa sela lepo gore                                                | スルジャン・ドラゴエヴィッチ | ユーゴスラビア                             |
| 1997   | Unmade Beds                                                                 | ニコラス・ベイカー           | フランス/ イギリス/ アメリカ合衆国         |
| 1998   | Rane                                                                        | スルジャン・ドラゴエヴィッチ | ドイツ                                     |
| 1999   | 24時間4万回の奇跡 Les convoyeurs attendent                                  | ブノワ・マリアージュ         | フランス/ ベルギー/ スイス                 |
| 2000   | Ali Zaoua, prince de la rue                                                 | ナビル・アユーシュ           | モロッコ/ チュニジア/ フランス/ ベルギー   |
| 2001   | BULLY ブリー Bully                                                          | ラリー・クラーク             | アメリカ合衆国/ フランス                   |
| 2002   | アレックス Irréversible                                                     | ギャスパー・ノエ             | フランス                                   |
| 2003   | シュルツェ、ブルースへの旅立ち Schultze Gets the Blues                      | ミヒャエル・ショル           | ドイツ                                     |
| 2004   | エコール Innocence                                                          | ルシール・アザリロヴィック   | フランス/ ベルギー/ イギリス               |
| 2005   | Nordeste                                                                    | フアン・ディエゴ・ソラナス   | アルゼンチン/ フランス/ ベルギー/ スペイン |
| 2006   | SherryBaby                                                                  | ローリー・コルヤー           | アメリカ合衆国                             |
| 2007   | 4ヶ月、3週と2日 4 luni, 3 saptamâni si 2 zile                               | クリスティアン・ムンジウ     | ルーマニア                                 |
| 2008   | フローズン・リバー Frozen River                                             | コートニー・ハント           | アメリカ合衆国                             |
| 2009   | 籠の中の乙女 Kynodontas                                                     | ヨルゴス・ランティモス       | ギリシャ                                   |
| 2010   | ウィンターズ・ボーン Winter's Bone                                          | デブラ・グラニク             | アメリカ合衆国                             |
| 2011   | オスロ、8月31日 Oslo, August 31st                                           | ヨアキム・トリアー           | ノルウェー                                 |
| 2012   | さよなら、アドルフ Lore                                                     | ケイト・ショートランド       | オーストラリア/ ドイツ/ イギリス           |
| 2013   | わがままな大男 The Selfish Giant                                            | クリオ・バーナード           | イギリス                                   |
| 2014   | ガールフッド Bande de filles                                                | セリーヌ・シアマ             | フランス                                   |
| 2015   | 母の残像 Louder Than Bombs                                                  | ヨアキム・トリアー           | ノルウェー                                 |

## 日本に関係する受賞
- 2018年 - 奥山大史監督の『僕はイエス様が嫌い』が最優秀撮影賞を受賞[1]